# William Joseph Simmons

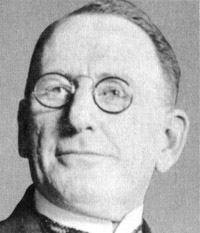
William Joseph Simmons

William Joseph Simmons (* 6. Mai 1880 in Harpersville, Shelby County, Alabama; † 18. Mai 1945 in Atlanta, Georgia) war ein US-amerikanischer Rassist und Gründer des zweiten Ku-Klux-Klans.

## Leben
Simmons kämpfte im Spanisch-Amerikanischen Krieg von 1898 und behauptete fälschlicherweise, an der renommierten Johns Hopkins University Medizin studiert zu haben. Er wurde Wanderprediger der Bischöflichen Methodistenkirche in den Südstaaten, man entließ ihn aber 1912 wegen mangelnder Leistungen.
Durch den 1915 erschienenen Film Die Geburt einer Nation inspiriert, baute Simmons einen zweiten Ku-Klux-Klan auf, nachdem dieser 1865 gegründete rassistische Geheimbund 1871 bereits wieder aufgelöst worden war. Zunächst war dieser zweite Klan weißen Protestanten vorbehalten. Simmons veröffentlichte ein kleines Buch namens Kloran, das die Glaubensgrundsätze des Klans formulierte. Am Stone Mountain im Bundesstaat Georgia verbrannten fünfzehn Mitglieder ein Kreuz und erklärten anschließend den Klan als wiederauferstanden. Simmons selbst wurde erster Grand Wizard des neuen Klans und erhielt den Beinamen „Colonel“.
Um den Klan populär zu machen, heuerte er Edward Young Clarke und Elizabeth Tyler an, die für den nur langsam wachsenden Klan warben. Der Klan steigerte seine Mitgliederzahl anschließend auf 115.000. Mit diesem rasanten Zuwachs kam es jedoch auch zu Streitigkeiten innerhalb des Klans und Simmons zog sich zurück. Sein Nachfolger wurde 1922 Hiram Wesley Evans, ein Zahnarzt aus Alabama. Dieser bezahlte Simmons 145.000 US-Dollar, damit dieser die Leitung des Klans an ihn übertrug. Simmons gründete später ein neues Klavern unter dem Namen Hidden Hosts, Knights of the Flaming Sword, das jedoch weitestgehend erfolglos blieb. Auch der von ihm gegründete zweite Klan zerfiel 1944, nachdem er eine Steuerschuld nicht hatte begleichen können. Simmons selbst starb am 18. Mai 1945 in Atlanta, Georgia.